# Fronteira Albânia–Kosovo
A fronteira entre Albânia e Kosovo  é uma linha de 112 km de extensão que separa o oeste de Kosovo do leste do norte da Albânia. A partir da tríplice fronteira Kosovo-Albânia-Macedónia do Norte vai numa linha pouco sinuosa rumo ao norte-noroeste até tríplice fronteira Kosovo-Albânia-Montenegro, próxima a Plav, Montenegro. Passa nas proximidades das cidades kosovares de Dragas, Dakovica e Junik.
Essa fronteira passou a ser considerada como  existente com o reconhecimento da independência de Kosovo do domínio da Sérvia, pelo Tribunal Internacional de Justiça em Haia em julho de 2010.

## História
A fronteira remonta à fronteira iugoslava entre a Sérvia (Província Autônoma de Kosovo e Metohija) e a Albânia, estabelecida após as Guerras Balcânicas de 1913–1914.
Após a Segunda Guerra Mundial, a fronteira entre o Kosovo e a Albânia foi quase completamente fechada. Durante a Guerra do Kosovo em 1999, houve inúmeras violações de fronteira por parte do Exército  Iugoslavo, que disparava contra combatentes do Exército de Libertação do Kosovo  em suas áreas de refúgio. A cidade fronteiriça de Morini ganhou fama internacional devido aos fluxos de refugiados que chegavam.
Em 2008, Kosovo separou-se da Sérvia. Até agora, a secessão do Kosovo não foi reconhecida pela Sérvia e apenas parcialmente reconhecida por outros países.
Após a proclamação unilateral da independência do Kosovo e o subsequente reconhecimento pela Albânia, a fronteira albanesa-kosovar substituiu de facto a fronteira Albânia-Sérvia. 